# Gorno Egri
Gorno Egri (en macédonien Горно Егри) est un village du sud-est de la Macédoine du Nord, situé dans la municipalité de Bitola. Le village ne comptait aucun habitant en 2002. 